# My Little Pony: A Amizade É Mágica (1.ª temporada)
A primeira temporada de My Little Pony: A Amizade É Mágica, uma série animada desenvolvida por Lauren Faust, originalmente exibido no canal The Hub nos Estados Unidos. A série é baseada na linha de brinquedos e animações homônimos, criada pela Hasbro, e muitas vezes é convocada por colecionadores para ser a quarta geração, ou "G4", da franquia My Little Pony. Esta temporada estreou nos Estados Unidos, no dia 10 de outubro de 2010 e terminou em 6 de maio de 2011. Estreou no Brasil no dia 21 de novembro de 2011 e terminou no dia 28 de setembro de 2012. Estreou em Portugal no dia 5 de março de 2012 e terminou no dia 9 de abril de 2012. Estreou na Angola e Moçambique no dia 3 de fevereiro de 2015.

## Desenvolvimento
Hasbro selecionou animadora Lauren Faust como o diretora criativa e produtora executiva da série. Faust procurou desafiar a natureza "feminina" estabelecida da linha "My Little Pony" existente, criando personagens mais profundos e configurações aventureiras, incorporando as sugestões da Hasbro para conteúdo "E/I" ("educacional e informativo") e comercialização da linha de brinquedos.

## Enredo
A temporada segue uma pônei unicórnio estudante chamada de Twilight Sparkle, enquanto sua mentora, a princesa Celestia, o guia para aprender sobre a amizade na cidade de Ponyville, um vilarejo do mundo fantástico e mágico de Equestria. Twilight se torna amiga íntimo de cinco outros pôneis: Applejack, Rarity, Fluttershy, Rainbow Dash e Pinkie Pie, pois todos ensinam a magia da amizade. Cada um dos pôneis representa uma faceta diferente da amizade, e Twilight logo se descobre como uma parte fundamental dos "Elementos da Harmonia", artefatos antigos com poderosas propriedades mágicas. Os pôneis compartilham aventuras e ajudam os moradores de Ponyville, enquanto trabalham os momentos problemáticos em suas próprias amizades.

## Elenco
| Personagem                   | Elenco original                             | Elenco brasileiro |
| ---------------------------- | ------------------------------------------- | --- |
| Twilight Sparkle             | Tara Strong Rebecca Shoichet (Cantando)     | Bianca Alencar Monica Toniolo (Cantando) Fernanda Bullara (Dublagem piloto) Marion Camargo (Cantando, dublagem piloto) |
| Pinkie Pie                   | Andrea Libman Shannon Chan-Kent (Cantando)  | Tatiane Keplmair Andressa Andreatto (Cantando)                                                                         |
| Rarity                       | Tabitha St. Germain Kazumi Evans (Cantando) | Priscila Franco Bianca Tadini (Cantando)                                                                               |
| Fluttershy                   | Andrea Libman                               | Priscila Ferreira Luiza Porto (Achar um Bichinho)                                                                      |
| Applejack                    | Ashleigh Ball                               | Samira Fernandes |
| Rainbow Dash                 | Ashleigh Ball                               | Silvia Suzy Andressa Andreatto (Cantando)                                                                              |
| Spike                        | Cathy Weseluck                              | Francisco Freitas |
| Princesa Celestia            | Nicole Oliver                               | Denise Reis |
| Apple Bloom                  | Michelle Creber                             | Isabella Guarnieri |
| Sweetie Belle                | Claire Corlett Michelle Creber (Cantando)   | Luciana Baroli Andressa Andreatto (Cantando)                                                                           |
| Scootaloo                    | Madeleine Peters                            | Leila de Castro |
| Big McIntosh                 | Peter New                                   | Roberto Leite |
| Vovó Smith                   | Tabitha St. Germain                         | Zayra Zordan |
| Prefeita Mare                | Cathy Weseluck                              | TDA |
| Princesa Luna/Nightmare Moon | Tabitha St. Germain                         | Fatima Noya |
| Cheerilee                    | Nicole Oliver                               | Ângela Couto |
| Zecora                       | Brenda Crichlow                             | Adriana Pissardini |

## Transmissão

### Televisão
Esta temporada estreou no dia 10 de outubro de 2010, originalmente nas sextas-feiras às 13:30 (segundo o Horário de Nova Iorque UTC−5), com a exceção de uma prévia que foi lançada junto com a estreia do canal The Hub, foi estreada no domingo. No Canadá, estreou no dia 5 de janeiro de 2011, no canal Treehouse TV. A classificação etária é recomendado em seu país de origem com o símbolo TV-Y (para todas as idades).
No Brasil, os episódios estrearam no dia 21 de novembro de 2011, às 8:00 da manhã (segundo o Horário de Brasília e Buenos Aires UTC−3), lançados em dias úteis da semana, no canal Discovery Kids. O único episódio a ser lançado fora da ordem original, A Rainha das Brincadeiras (supostamente por questões de censura), indo ao ar após Feita para o Sucesso. Por um tempo, supôs-se que a primeira temporada seria encerrada com o episódio Festa de uma Só, devido a um tuíte da página oficial do Discovery Kids no Twitter. Porém, isto foi retificado, e o episódio A Melhor Noite de Todas foi exibido normalmente, encerrando a temporada. No canal TV Cultura estreou no dia 17 de dezembro de 2018, às 9 da manhã (UTC-3).
Em Portugal, os episódios estrearam no dia 5 de março de 2012, às 7:30 da manhã e 18:00 da noite (segundo o Horário de Lisboa e Londres UTC+0), no Canal Panda. No canal JimJam estreou no dia 17 de outubro de 2016. Na Angola e Moçambique, estrearam no dia 3 de fevereiro de 2015, no canal DStv Kids.

### Home media
Nos Estados Unidos, o DVD foi publicado pela Shout! Factory, lançado no dia 4 de dezembro de 2012, na versão Região 1 e no dia 3 de novembro de 2014, na versão Região 2.

## Episódios
Esta temporada contém 26 episódios, com duração de 22 minutos aproximadamente.
| # | #  | Título                                                           | Dirigido por                    | Escrito por                         | Exibição original       | Exibição no Brasil     | Código |
| --- | -- | ---------------------------------------------------------------- | ------------------------------- | ----------------------------------- | ----------------------- | ---------------------- | ------ |
| 1 | 1  | "A Amizade é Mágica (Parte 1)" "Friendship is Magic (Part 1)"    | Jayson Thiessen & James Wootton | Lauren Faust                        | 10 de outubro de 2010   | 21 de novembro de 2011 | 101    |
| Depois de tentar alertar a Princesa Celestia sobre o retorno da malvada Night Mare Moon, Twilight Sparkle e Spike viajam para Ponyville, onde conhecem Pinkie Pie, Applejack, Rainbow Dash, Rarity e Fluttershy.                                                                             |    |                                                                  |                                 |                                     |                         |                        |        |
| 2 | 2  | "A Amizade é Mágica (Parte 2)" "Friendship is Magic (Part 2)"    | Jayson Thiessen & James Wootton | Lauren Faust                        | 22 de outubro de 2010   | 22 de novembro de 2011 | 102    |
| Twilight e suas novas amigas precisam ajudar a Princesa, mas não será fácil. Night Mare Moon desafia as pôneis com obstáculos individuais, que precisam superar para encontrar os Elementos da Harmonia, antes que seja tarde demais.                                                        |    |                                                                  |                                 |                                     |                         |                        |        |
| 3 | 3  | "O Convite Extra" "The Ticket Master"                            | Jayson Thiessen & James Wootton | Amy Keating Rogers and Lauren Faust | 29 de outubro de 2010   | 23 de novembro de 2011 | 103    |
| Quando Twilight Sparkle recebe dois ingressos da Princesa Celestia para o grande baile galopante, todas as suas amigas ficam loucas para ir. Quem ela irá escolher? |    |                                                                  |                                 |                                     |                         |                        |        |
| 4 | 4  | "Temporada de Coice na Macieira" "Applebuck Season"              | Jayson Thiessen & James Wootton | Amy Keating Rogers                  | 5 de novembro de 2010   | 24 de novembro de 2011 | 104    |
| É a temporada de maçãs em Ponyville. Applejack não tem ninguém para ajudá-la, mas está determinada a concluir a colheita das maçãs sozinha. |    |                                                                  |                                 |                                     |                         |                        |        |
| 5 | 5  | "A Rainha das Brincadeiras" "Griffon the Brush-Off"              | Jayson Thiessen & James Wootton | Cindy Morrow                        | 12 de novembro de 2010  | 30 de dezembro de 2011 | 105    |
| Pinkie Pie e Rainbow Dash brincam de pregar peças em outros pôneis, mas quando uma velha amiga de Dash chamada Gilda aparece, Pinkie Pie de repente se vê posta de lado. |    |                                                                  |                                 |                                     |                         |                        |        |
| 6 | 6  | "Caçadores de Exibicionistas" "Boast Busters"                    | Jayson Thiessen & James Wootton | Chris Savino                        | 19 de novembro de 2010  | 25 de novembro de 2011 | 106    |
| A chegada de Trixie, uma pônei mandona com poderes mágicos, irrita os pôneis de Ponyville. Eles então recorrem a Twilight para desafiá-la. |    |                                                                  |                                 |                                     |                         |                        |        |
| 7 | 7  | "Dracofobia" "Dragonshy"                                         | Jayson Thiessen & James Wootton | Meghan McCarthy                     | 26 de novembro de 2010  | 28 de novembro de 2011 | 107    |
| Fluttershy precisa convencer um dragão dorminhoco a deixar a cidade antes que a fumaça negra que ele produz cubra toda Equestria, mas para isso terá que superar seu medo de dragões. |    |                                                                  |                                 |                                     |                         |                        |        |
| 8 | 8  | "Olhe Bem Antes de Ir Dormir" "Look Before You Sleep"            | Jayson Thiessen & James Wootton | Charlotte Fullerton                 | 3 de dezembro de 2010   | 2 de dezembro de 2011  | 108    |
| Quando as pôneis se reúnem na casa de Twilight para uma festa do pijama, Rarity e Applejack começam a brigar e quase estragam a festa. Ausentes: Rainbow Dash, Pinkie Pie, Fluttershy. |    |                                                                  |                                 |                                     |                         |                        |        |
| 9 | 9  | "Rédea nas Fofocas" "Bridle Gossip"                              | Jayson Thiessen & James Wootton | Amy Keating Rogers                  | 10 de dezembro de 2010  | 5 de dezembro de 2011  | 109    |
| Quando as pôneis são acometidos por doenças bizarras e engraçadas, acusam a misteriosa zebra Zecora de ter rogado uma praga sobre elas. |    |                                                                  |                                 |                                     |                         |                        |        |
| 10 | 10 | "A Praga do Século" "Swarm of the Century"                       | Jayson Thiessen & James Wootton | M. A. Larson                        | 17 de dezembro de 2010  | 7 de dezembro de 2011  | 110    |
| Os parasprites, pequenas criaturas aladas que se multiplicam, chegam a Ponyville e começam a devorar tudo o que aparece em seu caminho. Os pôneis precisam descobrir uma forma de detê-los. Paródia: Gremlins                                                                                |    |                                                                  |                                 |                                     |                         |                        |        |
| 11 | 11 | "Passagem do Inverno" "Winter Wrap Up"                           | Jayson Thiessen & James Wootton | Cindy Morrow                        | 24 de dezembro de 2010  | 9 de dezembro de 2011  | 111    |
| Twilight Sparkle faz o possível para se preparar para o fim do inverno sem precisar usar seus poderes mágicos, mas será difícil achar uma função que se enquadre a ela. |    |                                                                  |                                 |                                     |                         |                        |        |
| 12 | 12 | "Em Busca da Marca Especial" "Call of the Cutie"                 | Jayson Thiessen & James Wootton | Meghan McCarthy                     | 7 de janeiro de 2011    | 12 de dezembro de 2011 | 112    |
| Perseguida por não ter ainda uma marca especial como todos os pôneis maduros, Apple Bloom faz de tudo para encontrar um talento que a leve a ganhar uma marca. Ausentes: Fluttershy, Rarity.                                                                                                 |    |                                                                  |                                 |                                     |                         |                        |        |
| 13 | 13 | "Corrida das Folhas" "Fall Weather Friends"                      | Jayson Thiessen & James Wootton | Amy Keating Rogers                  | 28 de janeiro de 2011   | 14 de dezembro de 2011 | 113    |
| Quando Rainbow Dash e Applejack competem uma contra a outra na Corrida Anual das Folhas, a competição se acirra e elas fazem de tudo para vencer. |    |                                                                  |                                 |                                     |                         |                        |        |
| 14 | 14 | "Feita Para o Sucesso" "Suited for Success"                      | Jayson Thiessen & James Wootton | Charlotte Fullerton                 | 4 de fevereiro de 2011  | 16 de dezembro de 2011 | 114    |
| Rarity se oferece para fazer o vestido de festa de todas as suas amigas para o baile, mas se atrapalha quando tenta incorporar as ideias de estilo de todas elas. |    |                                                                  |                                 |                                     |                         |                        |        |
| 15 | 15 | "Sentido Pinkie" "Feeling Pinkie Keen"                           | Jayson Thiessen & James Wootton | Dave Polsky                         | 11 de fevereiro de 2011 | 8 de abril de 2012     | 115    |
| Pinkie começa a ter vários tiques estranhos que segundo ela são capazes de prever o futuro, porém Twilight não acredita nisso mesmo acontecendo tudo o que é previsto. Ela decide então observar Pinkie tentando provar que nada disso é verdade. Ausente: Rarity. Mencionada: Rainbow Dash. |    |                                                                  |                                 |                                     |                         |                        |        |
| 16 | 16 | "Arco-Íris Supersônico" "Sonic Rainboom"                         | Jayson Thiessen & James Wootton | M. A. Larson                        | 18 de fevereiro de 2011 | 7 de maio de 2012      | 116    |
| Quando Twilight usa mágica e dá asas a Rarity para que ela possa ver Rainbow Dash competir em uma corrida de pégasos, Rarity fica tão empolgada com suas novas habilidades que deixa Rainbow ainda mais nervosa para fazer o Arco-Íris Supersônico.                                          |    |                                                                  |                                 |                                     |                         |                        |        |
| 17 | 17 | "Mestra do Olhar" "Stare Master"                                 | Jayson Thiessen & James Wootton | Chris Savino                        | 25 de fevereiro de 2011 | 8 de maio de 2012      | 117    |
| Confiante sobre sua dedicação para cuidar de animais, Fluttershy se oferece para tomar conta de Sweetie Belle e suas amigas, mas a tarefa será muito diferente do que ela imaginava. Ausentes: Applejack, Rainbow Dash, Pinkie Pie.                                                          |    |                                                                  |                                 |                                     |                         |                        |        |
| 18 | 18 | "As Artistas" "The Show Stoppers"                                | Jayson Thiessen & James Wootton | Cindy Morrow                        | 4 de março de 2011      | 9 de maio de 2012      | 118    |
| As Caçadoras da Marca Especial participam de um show de talentos para descobrirem suas verdadeiras vocações e ganharem uma recompensa, mas não procuram desenvolver talentos naquilo que gostam. Ausentes: Pinkie Pie, Fluttershy.                                                           |    |                                                                  |                                 |                                     |                         |                        |        |
| 19 | 19 | "Cães-Diamante" "A Dog and Pony Show"                            | Jayson Thiessen & James Wootton | Amy Keating Rogers                  | 11 de março de 2011     | 10 de maio de 2012     | 119    |
| Quando está buscando joias para criar seus mais novos vestidos, Rarity acaba sendo capturada pelos gananciosos Cães Diamante, que a obrigam a trabalhar em suas minas de pedras preciosas.                                                                                                   |    |                                                                  |                                 |                                     |                         |                        |        |
| 20 | 20 | "Verde Não Fica Bem para Você" "Green Isn't Your Color"          | Jayson Thiessen & James Wootton | Meghan McCarthy                     | 18 de março de 2011     | 11 de maio de 2012     | 120    |
| Rarity recebe a visita da famosa fotógrafa Photo Finish e decide mostrar seus talentos usando Fluttershy como modelo, mas é esta quem acaba conquistando as câmeras e se tornando a maior estrela de Equestria, despertando a inveja de Rarity.                                              |    |                                                                  |                                 |                                     |                         |                        |        |
| 21 | 21 | "Barril de Pólvora" "Over a Barrel"                              | Jayson Thiessen & James Wootton | Dave Polsky                         | 25 de março de 2011     | 3 de setembro de 2012  | 121    |
| As pôneis tentam resolver um problema complicado entre os fazendeiros de Appleloosa e uma manada de búfalos, que brigam pelo mesmo território. |    |                                                                  |                                 |                                     |                         |                        |        |
| 22 | 22 | "Um Pássaro no Casco" "A Bird in the Hoof"                       | Jayson Thiessen & James Wootton | Charlotte Fullerton                 | 8 de abril de 2011      | 4 de setembro de 2012  | 122    |
| Sem pedir permissão, Fluttershy pega emprestado o pássaro de estimação da Princesa Celestia, tentando curá-lo de sua aparência precária. A situação da ave, porém, só parece piorar. |    |                                                                  |                                 |                                     |                         |                        |        |
| 23 | 23 | "As Crônicas da Marcas" "The Cutie Mark Chronicles"              | Jayson Thiessen & James Wootton | M. A. Larson                        | 15 de abril de 2011     | 5 de setembro de 2012  | 123    |
| As Caçadoras da Marca decidem perguntar às suas amigas como elas conseguiram suas marcas especiais, e cada pônei conta uma história emocionante. |    |                                                                  |                                 |                                     |                         |                        |        |
| 24 | 24 | "Tudo Acaba Bem com a Coruja Também" "Owl's Well That Ends Well" | Jayson Thiessen & James Wootton | Cindy Morrow                        | 22 de abril de 2011     | 6 de setembro de 2012  | 124    |
| Quando Twilight faz amizade com uma coruja que a ajuda com as tarefas domésticas, Spike fica com ciúmes e teme ser substituído. |    |                                                                  |                                 |                                     |                         |                        |        |
| 25 | 25 | "Festa de Uma Só" "Party of One"                                 | Jayson Thiessen & James Wootton | Meghan McCarthy                     | 29 de abril de 2011     | 7 de setembro de 2012  | 125    |
| Pinkie decide fazer uma festa, mas todas as pôneis dão alguma desculpa para não comparecerem, o que a deixa muito chateada. |    |                                                                  |                                 |                                     |                         |                        |        |
| 26 | 26 | "A Melhor Noite de Todas" "The Best Night Ever"                  | Jayson Thiessen & James Wootton | Amy Keating Rogers                  | 6 de maio de 2011       | 28 de setembro de 2012 | 126    |
| É a melhor noite de todas. Todas as pôneis estão nervosas para o grande baile, mas quando chegam, descobrem que não tinham motivo para ficar tão nervosas. |    |                                                                  |                                 |                                     |                         |                        |        |